# Dulce Nombre de Culmí
Dulce Nombre de Culmí es un municipio del departamento de Olancho en la República de Honduras.

## Toponimia
El nombre de este municipio proviene de Dulce Nombre del Jesús y Culmí proviene del pech que significa "Árbol de Guama (una fruta)

## Límites
| Orientación | Límite                                   |
| ----------- | ---------------------------------------- |
| Norte       | Municipio de Iriona, Colón               |
| Sur         | Municipio de Catacamas, Olancho          |
| Este        | Municipio de Wampursirpi, Gracias a Dios |
| Oeste       | Municipio de San Esteban, Olancho        |
|             | Municipio de Catacamas, Olancho          |

La Ciudad de Catacamas es la más cercana a este municipio.

## Historia
En 1856 (25 de enero), el Pueblo de Dulce Nombre de Culmí fue fundado por el  Misionero Español, Manuel de Jesús Subirana, quien lo trasladó del lugar llamado en esa época, "Pueblo Viejo" (Antes Culmí) situado poco más o menos a 4 km de distancia de éste y hacia el oriente el lugar que hoy ocupa.
En 1898 (30 de junio), le dieron categoría de Municipio. Era aldea de Catacamas
Unos Frailes que venían en tránsito de Guatemala hacia la Costa Norte, obsequiaron a los habitantes de Culmí el Santo El Dulce Nombre.

## Población
Dulce Nombre es uno de los pueblos donde existe presencia de la etnia Pech, en la que además del castellano, los miembros utilizan su propio lenguaje.
Un Municipio con una población que tiene sus orígenes en la Cultura Pech, es sin duda, uno de los pueblos en Olancho y Honduras que tiene un potencial para apuntalarse a un mejor desarrollo. El Pueblo Pech le proporciona al municipio de Dulce Nombre de Culmí un valor turístico por la diversidad cultural y sus tradiciones. Este municipio cuenta con 7 comunidades indígenas pech identificadas como Aguazarca, El Zopilote, Vallecito, Brisas de Pisijire, El Culuco, Pueblo Nuevo Subirana y Jocomico.
Adentrarse a la intensidad de su territorio significa establecer contacto con uno de los pulmones más importantes de la biodiversidad humana, la Biósfera del Río Plátano, cuya riqueza hondureña tiene sus cimientos en las frías y frondosas montañas de Dulce Nombre de Culmí.

## Educación
La ciudad posee centros educativos de educación media, escuelas y centros básicos. Estos centros educativos han formado innumerables profesionales que hoy están al servicio del municipio, se han convertido en Alcaldes y muchos son políticos y funcionarios del gobierno central, además, muchos de ellos se han convertido en empresarios exitosos.  

## Religión
Existe también un santuario católico llamado Dulce Nombre de Jesús.
También hay una gran población que pertenece en gran parte a las iglesias cristianas evangélicas, entre ellas, la Iglesia  De  Dios De La Profecía, La Iglesia Evangélica Del Príncipe De Paz y La Iglesia Asambleas De Dios.

## Economía
Es uno de los cuatro pueblos más grandes del Departamento de Olancho. Se localiza en una zona montañosa del Departamento y sus actividades principales son el cultivo del café y la ganadería.

## Turismo
El Municipio es un lugar muy acogedor y con turismo debido a que es municipio muy rico en riquezas naturales como ser montañas, aguas termales, ríos caudalosos, y una gran número de especies de animales.
Próxima a la localidad se encuentra la Reserva de la Biosfera de Río Plátano que es una de las reservas forestales del Departamento de Olancho.

## División Política
Aldeas: 27 (2013)
Caseríos: 207 (2013)
| Código | Aldea                              |
| ------ | ---------------------------------- |
| 150501 | Dulce Nombre de Culmí              |
| 150502 | Agua Blanca                        |
| 150503 | Agua Buena No 1                    |
| 150504 | Aguaquire                          |
| 150505 | El Cerro                           |
| 150506 | El Zapote                          |
| 150507 | La Campana                         |
| 150508 | La Colonia                         |
| 150509 | La Esperanza o Plan de Los Blancos |
| 150510 | La Llorona                         |
| 150511 | La Pimienta                        |
| 150512 | La Unión o El Guano                |
| 150513 | Las Casitas                        |
| 150514 | Las Flores                         |
| 150515 | Las Marías                         |
| 150516 | Las Minas                          |
| 150517 | Los Ángeles                        |
| 150518 | Nueva Esperanza                    |
| 150519 | Paulaya                            |
| 150520 | Pueblo Viejo                       |
| 150521 | Río Negro                          |
| 150522 | San José de La Montaña             |
| 150523 | San Pedro de Pisijire              |
| 150524 | Subirana                           |
| 150525 | Suyapita                           |
| 150526 | Tropical Plywood                   |
| 150527 | Vallecito                          |
| 150528 | El Papayo                          |
| 150529 | El Corozo                          |
| 150530 | Vía Linda                          |
| 150531 | Plan Grande                        |
| 150532 | Las Arenas                         |
| 150533 | Camalotales                        |
| 150534 | Mata de Maíz                       |
| 150535 | El Sinaí                           |
| 150536 | Manchones                          |
| 150537 | El Culuco                          |
| 150538 | Río Largo                          |
| 150539 | Río Negro                          |
| 150540 | La Providencia                     |
| 150541 | Yorito                             |